# Amelia (2009)
Amelia (bra/prt: Amelia) é um filme de 2009, um drama biográfico estrelado pela premiada atriz Hilary Swank no papel da aviadora Amelia Earhart. Ainda no elenco estão os atores Ewan McGregor e Richard Gere. 
Dirigido por Mira Nair, com um orçamento de 40 milhões de dólares, arrecadou pouco mais de 14 milhões de dólares nos Estados Unidos.